# Bicaz

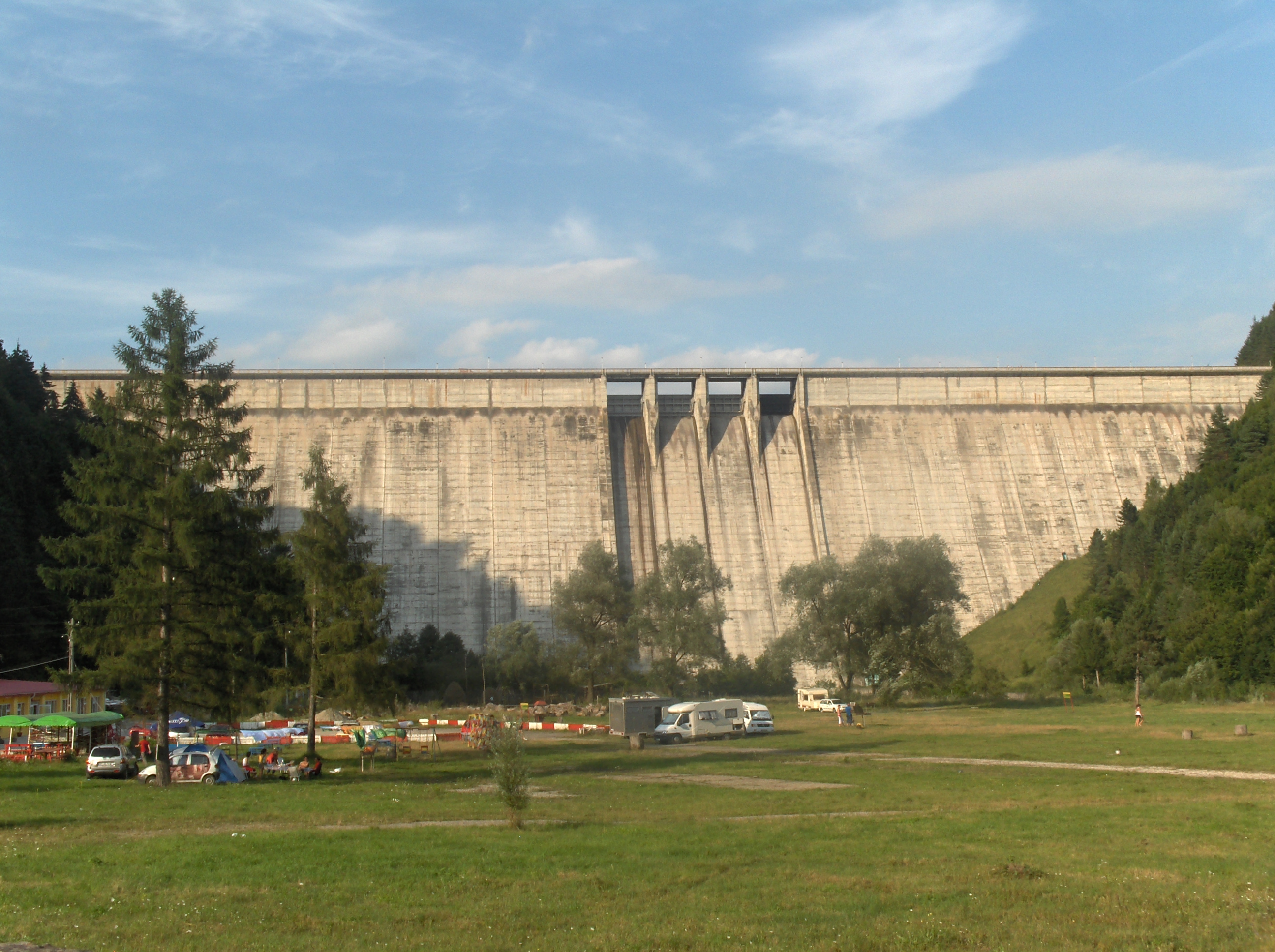
De stuwdam bij Bicaz

Bicaz is een stad (oraș) in het Roemeense district Neamț. De stad telt 8428 inwoners (2002).
Bicaz ligt aan de oostelijke rand van het Ceahlăugebergte dat deel uitmaakt van de oostelijke Karpaten. De stad ligt aan de rivier  Bistrița. Enkele kilometer ten noorden van de stad is daarin een grote stuwdam gebouwd, waarachter zich het stuwmeer Lacul Bicaz heeft gevormd.
Steden met gemeentestatus: Piatra Neamț · Roman

Steden zonder gemeentestatus: Bicaz · Roznov · Târgu Neamț